# 樊建人
樊建人（1957年7月—），汉族，上海人，中华人民共和国政治人物、第十一届全国政协委员。
加入中国民主同盟，担任民盟中央常委、浙江省委副主委。2008年，当选第十一届全国政协委员，代表科学技术界，分入第三十一组。